# معادله فنسک

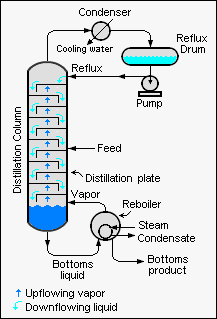
یک برج تقطیر به روش تقطیر پیوسته

معادله فنسک(به انگلیسی: Fenske equation) معادله ایست که توسط مرل فنسک (به انگلیسی: Merrell Fenske) در سال ۱۹۳۲ ارائه شد. این معادله در محاسبه تعداد سینی‌های تئوری یک برج تقطیر به روش تقطیر پیوسته استفاده می‌شود. فنسک از سال ۱۹۵۹ تا ۱۹۶۹ ریاست بخش مهندسی شیمی دانشگاه پنسیلوانیا را بر عهده داشت.

## معادله فنسک
معادله فنسک به شکل زیر قابل تعریف است:
{\displaystyle \ N={\frac {\log \,{\bigg [}{\Big (}{\frac {X_{d}}{1-X_{d}}}{\Big )}{\Big (}{\frac {1-X_{b}}{X_{b}}}{\Big )}{\bigg ]}}{\log \,\alpha _{avg}}}}
در این معادله:
|                               |                                                    |
| {\displaystyle N}             | = کمترین تعداد سینی‌های تئوری برج تقطیر             |
| {\displaystyle X_{d}}         | = کسر مولی جز سبکتر در قسمت بالایی برج             |
| {\displaystyle X_{b}}         | = کسر مولی جز سبکتر در قسمت پایین برج              |
| {\displaystyle \alpha _{avg}} | = متوسط ضریب فراریت نسبی بین جز فرار تر و غیر فرار |